# Świat małej księżniczki
Świat małej Księżniczki (oryg. Little Princess) – serial animowany produkcji angielskiej z 2006 roku. Emitowany w Wieczorynce od 5 grudnia 2007 roku. Pierwsza seria zawiera 30 odcinków, druga 35 i 2 odcinki specjalne.

## Bohaterowie
- Księżniczka – tytułowa bohaterka serii, jest nieznośna i psotna. Ma 4 lata, ale nadal korzysta z nocnika. Ma misia Gilberta, z którym się bawi. Choć wydaje się nieco głupia, w odcinku ''Oddajcie mi smoczek'' jako jedyna potrafiła się odzwyczaić, dzięki czemu to ona dostała klucz do szafki. Nikt nie wie, jak naprawdę ma na imię, choć pewien pan upierał się, że sam Tonny Ross powiedział mu, że księżniczka nazywa się Ania. (ang. Anne).
- Królowa – matka księżniczki, ma chustkę na głowie. Bardzo troszczy się o córkę. Zmusza męża do aktywności fizycznej (odcinek ''Ja chcę rower''). Lubi czekoladki i plotkowanie z pokojówką.
- Król – ojciec księżniczki. Jest niezbyt mądry i kocha krykiet. Rozpieszcza księżniczkę.
- Pokojówka – opiekunka księżniczki. Bardzo lubi jej pomagać. Podkochuje się w generale z wzajemnością.
- Kucharz – królewski mistrz patelni. Nie lubi gdy księżniczka bawi się w kuchni.
- Generał – sługa króla i królowej. Księżniczka robi z nim inspekcję wojsk.
- Premier – pracuje dla króla i królowej. Jeździ z księżniczką na rowerze i bawi się w błocie.
- Admirał – najwierniejszy sługa króla i królowej. Bardzo kocha swoje łódki.
- Ogrodnik – opiekuje się ogrodem. Często króliki wyjadają mu warzywa.
- Narrator – osoba, która przedstawia losy księżniczki.

## Spis odcinków
| Premiera odcinka                 | N/o | Polski tytuł                                                                            | Angielski tytuł                  |
| -------------------------------- | --- | --------------------------------------------------------------------------------------- | -------------------------------- |
|                                  |     |                                                                                         |                                  |
| SERIA PIERWSZA                   |     |                                                                                         |                                  |
|                                  |     |                                                                                         |                                  |
| 05.12.2007                       | 01  | Ja chcę swój ząb                                                                        | I Want My Tooth                  |
|                                  |     |                                                                                         |                                  |
| 12.12.2007                       | 02  | Nie pomagajcie mi                                                                       | I Don’t Want Help                |
|                                  |     |                                                                                         |                                  |
| 19.12.2007                       | 03  | Ja nie chcę spać                                                                        | I Don’t Want to Go to Bed        |
|                                  |     |                                                                                         |                                  |
| 02.01.2008                       | 04  | Nie wiem kim chcę być                                                                   | I Don’t Know What to Be          |
|                                  |     |                                                                                         |                                  |
| 09.01.2008                       | 05  | Zapomniałam                                                                             | I Can’t Remember                 |
|                                  |     |                                                                                         |                                  |
| 16.01.2008                       | 06  | Oddajcie mi smoczek                                                                     | I Want My Dummy                  |
|                                  |     |                                                                                         |                                  |
| 23.01.2008                       | 07  | Nauczcie mnie gwizdać                                                                   | I Want to Whistle                |
|                                  |     |                                                                                         |                                  |
| 30.01.2008                       | 08  | Ja nie chcę się kąpać                                                                   | I Don’t Want a Bath              |
|                                  |     |                                                                                         |                                  |
| 06.02.2008                       | 09  | Ja tego nie zrobiłam                                                                    | I Didn’t Do It                   |
|                                  |     |                                                                                         |                                  |
| 13.02.2008                       | 10  | Ja nie chcę się czesać                                                                  | I Don’t Want to Comb My Hair     |
|                                  |     |                                                                                         |                                  |
| 20.02.2008                       | 11  | Nie lubię warzyw                                                                        | I Don’t Like Salad               |
|                                  |     |                                                                                         |                                  |
| 27.02.2008                       | 12  | Nauczcie mnie magicznych sztuczek                                                       | I Want to Do Magic               |
|                                  |     |                                                                                         |                                  |
| 05.03.2008                       | 13  | Nie będę zbierać zabawek                                                                | I Don’t Want to Tidy Up          |
|                                  |     |                                                                                         |                                  |
| 12.03.2008                       | 14  | Ja chcę trąbkę                                                                          | I Want a Trumpet                 |
|                                  |     |                                                                                         |                                  |
| 19.03.2008                       | 15  | Nie lubię się z nikim dzielić                                                           | I Don’t Want to Share            |
|                                  |     |                                                                                         |                                  |
| 26.03.2008                       | 16  | Nie znoszę dżdżownic                                                                    | I Don’t Like Worms               |
|                                  |     |                                                                                         |                                  |
| 02.04.2008                       | 17  | Gdzie jest mój głos                                                                     | I Want My Voice Back             |
|                                  |     |                                                                                         |                                  |
| 09.04.2008                       | 18  | Co się stało Gilbertowi                                                                 | What’s Wrong with Gilbert?       |
|                                  |     |                                                                                         |                                  |
| 16.04.2008                       | 19  | Chcę mieć namiot                                                                        | I Want a Tent                    |
|                                  |     |                                                                                         |                                  |
| 23.04.2008                       | 20  | Ja chcę wygrywać                                                                        | I Want to Win                    |
|                                  |     |                                                                                         |                                  |
| 30.04.2008                       | 21  | Ja nie chcę być chora                                                                   | I Don’t Want a Cold              |
|                                  |     |                                                                                         |                                  |
| 07.05.2008                       | 22  | Pokojówka ma wolne                                                                      | Maid’s Day Off?                  |
|                                  |     |                                                                                         |                                  |
| 14.05.2008                       | 23  | Mogę ją zatrzymać                                                                       | Can I Keep It?                   |
|                                  |     |                                                                                         |                                  |
| 21.05.2008                       | 24  | Chcę zrobić tort                                                                        | I Want To Cook                   |
|                                  |     |                                                                                         |                                  |
| 28.05.2008                       | 25  | Nie lubię jesieni                                                                       | I Don’t Like Autumn              |
|                                  |     |                                                                                         |                                  |
| 04.06.2008                       | 26  | Ja nie chce się drapać                                                                  | I Don’t Want Nits                |
|                                  |     |                                                                                         |                                  |
| 07.07.2008                       | 27  | Ja chcę nowe buty                                                                       | I Want My New Shoes              |
|                                  |     |                                                                                         |                                  |
| 12.09.2008                       | 28  | Ja chcę mojego ślimaka                                                                  | I Want My Snail                  |
|                                  |     |                                                                                         |                                  |
| 19.09.2008                       | 29  | To wszystko jest moje!                                                                  | But They’re Mine...              |
|                                  |     |                                                                                         |                                  |
| 31.12.2008                       | 30  | Ja chcę sanki                                                                           | I Want My Sledge                 |
|                                  |     |                                                                                         |                                  |
| SERIA DRUGA                      |     |                                                                                         |                                  |
|                                  |     |                                                                                         |                                  |
| 14.06.2010 (MM) 03.07.2012 (TVP) | 031 | Chcę mieś sklep (wersja MiniMini) Ja chcę mieć sklep (wersja TVP)                       | I Want a Shop                    |
|                                  |     |                                                                                         |                                  |
| 15.06.2010 (MM) 01.08.2012 (TVP) | 032 | Dzień sportu (wersja MiniMini) Dzień sportu (wersja TVP)                                | It’s Sports Day!                 |
|                                  |     |                                                                                         |                                  |
| 16.06.2010 (MM) 02.08.2012 (TVP) | 033 | Chcę być piratem (wersja MiniMini) Ja chcę być piratem! (wersja TVP)                    | I Want to be a Pirate            |
|                                  |     |                                                                                         |                                  |
| 17.06.2010 (MM) 03.08.2012 (TVP) | 034 | Ja chcę na jarmark (wersja MiniMini) Ja chcę iść na jarmark! (wersja TVP)               | I Want to Go to The Fair         |
|                                  |     |                                                                                         |                                  |
| 18.06.2010 (MM) 06.08.2012 (TVP) | 035 | Chcę się przebrać (wersja MiniMini) Ja chcę się przebrać! (wersja TVP)                  | I Want to Dress Up               |
|                                  |     |                                                                                         |                                  |
| 19.06.2010 (MM) 07.08.2012 (TVP) | 036 | Chcę mieć niespodziankę (wersja MiniMini) Ja chcę mieć niespodziankę! (wersja TVP)      | I Want a Surprise                |
|                                  |     |                                                                                         |                                  |
| 20.06.2010 (MM) 07.08.2012 (TVP) | 037 | Ja chcę mieć rower (wersja MiniMini) Ja chcę rower! (wersja TVP)                        | I Want a Bicycle                 |
|                                  |     |                                                                                         |                                  |
| 21.06.2010 (MM) 09.08.2012 (TVP) | 038 | Nie chcę wyjeżdżać (wersja MiniMini) Ja nigdzie nie wyjadę! (wersja TVP)                | I Don’t Want to Leave Home       |
|                                  |     |                                                                                         |                                  |
| 22.06.2010 (MM) 10.08.2012 (TVP) | 039 | Chcę mieć przyjaciela (wersja MiniMini) Chcę mieć najlepszego przyjaciela! (wersja TVP) | I Want a Best Friend             |
|                                  |     |                                                                                         |                                  |
| 23.06.2010 (MM) 13.08.2012 (TVP) | 040 | Nie chcę pocałować cioci (wersja MiniMini) Ja nie chcę pocałować cioci! (wersja TVP)    | I Don’t Want to Kiss Great Aunty |
|                                  |     |                                                                                         |                                  |
| 24.06.2010 (MM) 14.08.2012 (TVP) | 041 | Chcę uczty o północy (wersja MiniMini) Ja chcę mieć nocną ucztę! (wersja TVP)           | I Want a Midnight Feast          |
|                                  |     |                                                                                         |                                  |
| 25.06.2010 (MM) 20.12.2012 (TVP) | 042 | Chcę być grzeczna (wersja MiniMini) Ja chcę być grzeczna! (wersja TVP)                  | I Want to Be Good                |
|                                  |     |                                                                                         |                                  |
| 26.06.2010 (MM) 16.08.2012 (TVP) | 043 | Chcę moje kredki (wersja MiniMini) Ja chcę swoje kredki! (wersja TVP)                   | I Want My Crayons                |
|                                  |     |                                                                                         |                                  |
| 27.06.2010 (MM) 17.08.2012 (TVP) | 044 | Chcę być wysoka (wersja MiniMini) Ja chcę być duża! (wersja TVP)                        | I Want to Be Tall                |
|                                  |     |                                                                                         |                                  |
| 28.06.2010 (MM) 20.08.2012 (TVP) | 045 | Chcę mieć plaster (wersja MiniMini) Zostawcie mi plaster! (wersja TVP)                  | I Want My Plaster                |
|                                  |     |                                                                                         |                                  |
| 29.06.2010 (MM) 21.08.2012 (TVP) | 046 | Chcę mieć huśtawkę (wersja MiniMini) Ja chcę się huśtać! (wersja TVP)                   | I Want a Swing                   |
|                                  |     |                                                                                         |                                  |
| 30.06.2010 (MM) 22.08.2012 (TVP) | 047 | Ja chcę być dzieckiem (wersja MiniMini) Ja chcę być dzidziusiem! (wersja TVP)           | I Want to Be A Baby              |
|                                  |     |                                                                                         |                                  |
| 01.07.2010 (MM) 23.08.2012 (TVP) | 048 | Chcę być jaskiniowcem (wersja MiniMini) Ja chcę być jaskiniowcem! (wersja TVP)          | I Want to Be a Cavegirl          |
|                                  |     |                                                                                         |                                  |
| 02.07.2010 (MM) 24.08.2012 (TVP) | 049 | Chcę mieć teatrzyk (wersja MiniMini) Chcę mieć teatrzyk! (wersja TVP)                   | I Want My Puppets                |
|                                  |     |                                                                                         |                                  |
| 03.07.2010 (MM) 07.01.2013 (TVP) | 050 | Dzień matki (wersja MiniMini) Dzień Matki (wersja TVP)                                  | Mother’s Day!                    |
|                                  |     |                                                                                         |                                  |
| 04.07.2010 (MM) 27.08.2012 (TVP) | 051 | Ja chcę być odkrywcą (wersja MiniMini) Ja chcę być odkrywcą! (wersja TVP)               | I Want to Be an Explorer         |
|                                  |     |                                                                                         |                                  |
| 05.07.2010 (MM) 28.08.2012 (TVP) | 052 | Chcę coś zbierać (wersja MiniMini) Ja chcę mieć kolekcję (wersja TVP)                   | I Want to Collect                |
|                                  |     |                                                                                         |                                  |
| 06.07.2010 (MM) 29.08.2012 (TVP) | 053 | Chcę być królową (wersja MiniMini) Ja chcę być królową! (wersja TVP)                    | I Want to Be Queen               |
|                                  |     |                                                                                         |                                  |
| 07.07.2010 (MM) 30.08.2012 (TVP) | 054 | Ja chcę grać w piłkę (wersja MiniMini) Ja chcę grać w piłkę (wersja TVP)                | I Want to Play Football          |
|                                  |     |                                                                                         |                                  |
| 08.07.2010 (MM) 02.11.2012 (TVP) | 055 | Chcę się bawić w deszczu (wersja MiniMini) Ja chcę się bawić na deszczu! (wersja TVP)   | I Want to Play in The Rain       |
|                                  |     |                                                                                         |                                  |
| 09.07.2010 (MM) 31.08.2012 (TVP) | 056 | Chcę zrobić pokaz (wersja MiniMini) Ma być show i już! (wersja TVP)                     | I Want to Do a Show              |
|                                  |     |                                                                                         |                                  |
| 10.07.2010 (MM) 21.07.2012 (TVP) | 057 | Nie chcę tańczyć (wersja MiniMini) Ja nie chcę tańczyć! (wersja TVP)                    | I Don’t Want to Dance            |
|                                  |     |                                                                                         |                                  |
| 11.07.2010 (MM) 30.07.2012 (TVP) | 058 | Chcę jechać na wakacje (wersja MiniMini) Ja chcę jechać na wakacje (wersja TVP)         | I Want to Go on Holiday          |
|                                  |     |                                                                                         |                                  |
| 12.07.2010 (MM) 26.07.2012 (TVP) | 059 | Chcę mieć owcę (wersja MiniMini) Ja chce mieć owcę! (wersja TVP)                        | I Want My Sheep                  |
|                                  |     |                                                                                         |                                  |
| 13.07.2010 (MM) 13.12.2012 (TVP) | 060 | Nie chcę tego przegapić (wersja MiniMini) Ja nie chcę tego przegapić! (wersja TVP)      | I Don’t Want to Miss It          |
|                                  |     |                                                                                         |                                  |
| 14.07.2010 (MM) 08.11.2012 (TVP) | 061 | Chcę znaleźć skarb (wersja MiniMini) Ja chcę znaleźć skarb! (wersja TVP)                | I Want to Find the Treasure      |
|                                  |     |                                                                                         |                                  |
| 15.07.2010 (MM) 15.11.2012 (TVP) | 062 | Czy mogę go odzyskać? (wersja MiniMini) Możecie mi to oddać? (wersja TVP)               | Can I Have It Back Now, Please?  |
|                                  |     |                                                                                         |                                  |
| 16.07.2010 (MM) 22.11.2012 (TVP) | 063 | Ja chcę jeść fasolę (wersja MiniMini) Ja chce więcej fasolki! (wersja TVP)              | I Want Baked Beans               |
|                                  |     |                                                                                         |                                  |
| 17.07.2010 (MM) 29.11.2012 (TVP) | 064 | Nie lubię burzy (wersja MiniMini) Ja nie lubię piorunów! (wersja TVP)                   | I Don’t Like Thunderstorms       |
|                                  |     |                                                                                         |                                  |
| 18.07.2010 (MM) 06.12.2012 (TVP) | 065 | Potrafię dochować tajemnicy (wersja MiniMini) Ja nie zdradzam sekretów! (wersja TVP)    | I Can Keep a Secret              |
|                                  |     |                                                                                         |                                  |
| ODCINKI SPECJALNE                |     |                                                                                         |                                  |
|                                  |     |                                                                                         |                                  |
| 04.09.2010                       | 066 | Festiwal zbiorów                                                                        | Harvest Festival!                |
|                                  |     |                                                                                         |                                  |
| 06.12.2010                       | 067 | Boże Narodzenie                                                                         | A Merry Little Christmas         |
|                                  |     |                                                                                         |                                  |